# Estorninho-rabilongo
Estorninho-de-meves ou estorninho-rabilongo-azul (Lamprotornis mevesii) é uma espécie de passeriforme da família Sturnidae.
Pode ser encontrada nos seguintes países: Angola, Botswana, Malawi, Moçambique, Namíbia, África do Sul, Zâmbia e Zimbabwe.